# Jason Zucker
Jason Zucker (ur. 16 stycznia 1992 w Newport Beach, Kalifornia) – amerykański hokeista, gracz ligi NHL, reprezentant USA.

## Kariera klubowa
- University of Denver (2010-27.03.2012)
- Minnesota Wild (27.03.2012- 
  -  Houston Aeros (2012-2013)
  -  Iowa Wild (2013-2014)

## Kariera reprezentacyjna
- Reprezentant USA na MŚJ U-18 w 2009
- Reprezentant USA na MŚJ U-18 w 2010
- Reprezentant USA na MŚJ U-20 w 2010
- Reprezentant USA na MŚJ U-20 w 2011
- Reprezentant USA na MŚJ U-20 w 2012

## Sukcesy
Indywidualne
- Zdobywca NHL Plus/Minus Award w sezonie 2016-2017

Reprezentacyjne
- Złoty medal z reprezentacją USA na MŚJ U-18 w 2009
- Złoty medal z reprezentacją USA na MŚJ U-18 w 2010
- Złoty medal z reprezentacją USA na MŚJ U-20 w 2010
- Brązowy medal z reprezentacją USA na MŚJ U-20 w 2011